# Чёрный Перигор

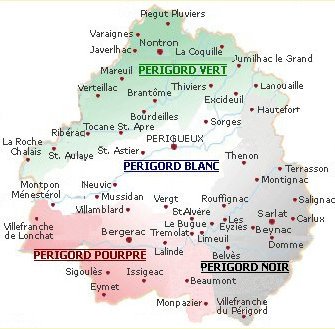
Схема районирования Перигора по цветам

Чёрный Перигор (фр. Périgord noir) — один из четырёх туристических районов современного французского департамента Дордонь, прежнего графства Перигор, наряду с пурпурным, белым и зелёным Перигорами. Крупнейшими населёнными пунктами Чёрного Перигора являются города Сарла-ла-Канеда, который также является супрефектурой департамента, и Террассон-Лавильдьё (фр.).
Район расположен в восточной и юго-восточной части департамента Дордонь. По территории района протекают реки Дордонь и Везер. Своим названием он обязан обширным лесным массивам с преобладанием каменного дуба, имеющим тёмный оттенок, и первоначально название никак не было связано с трюфелями. 
Чёрный Перигор имеет сельскохозяйственную специализацию.
Чёрным Перигором также называется исторический край, который ещё носит имя Sarladais.

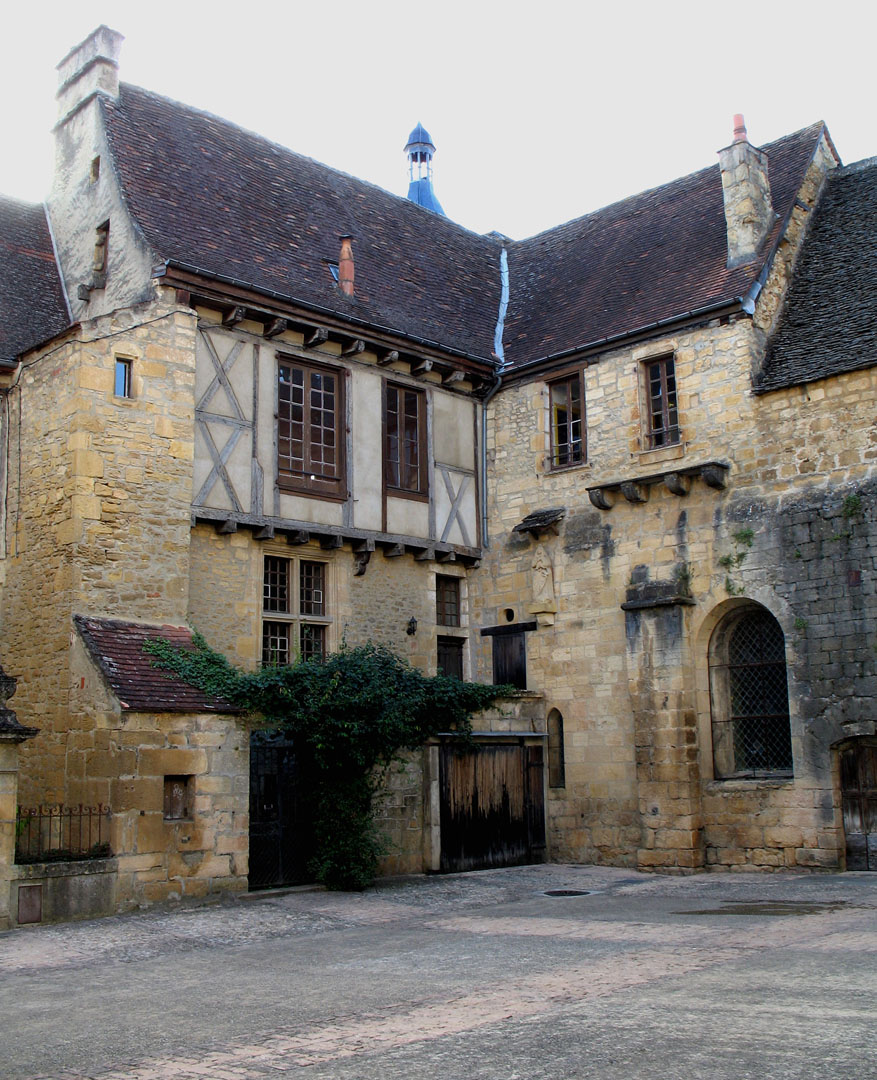
Сарла-ла-Канеда
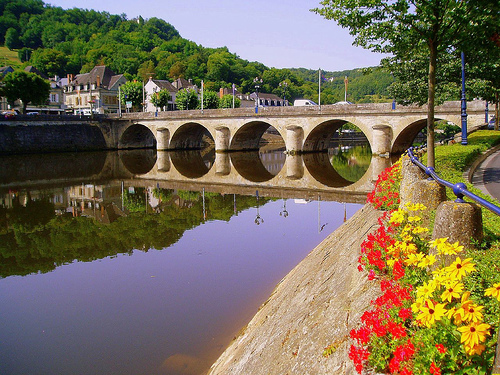
Террассон-Лавильдьё
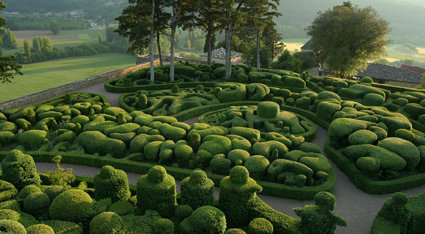
Сад Маркессак
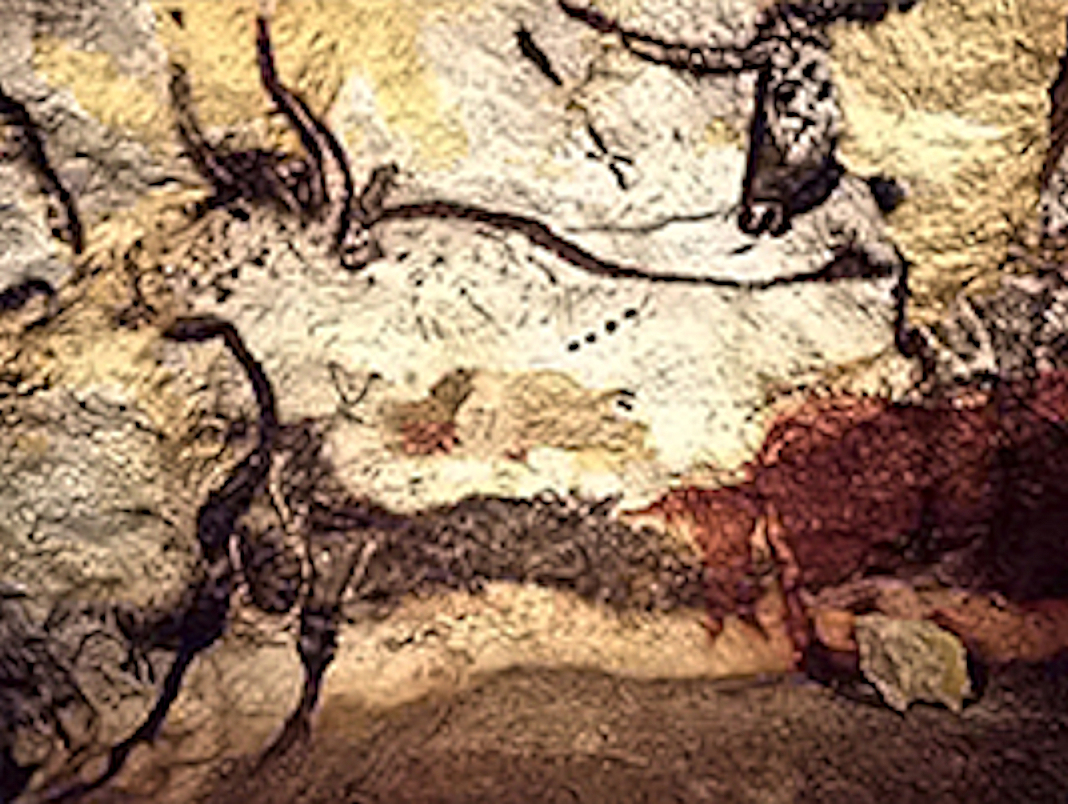
Пещера Ласко